# وحدك (قصيدة)
وحدَك أو مقهىً وأَنتَ مع الجريدة جالسٌ هي قصيدة كتبها الشاعر الفلسطيني محمود درويش صنفها القارئ على أنها قصيدة عامة ونوعها التفعيلة من بحر.

## نص القصيدة
مقهىً وأَنتَ مع الجريدة جالسٌ
لا، لَسْتَ وحدَك. نِصْفُ كأسك فارغٌ
والشمسُ تملأ نصفها الثاني...
ومن خلف الزجاج ترى المشاة المسرعين
ولا تُرَى إحدى صفات الغيب تلك:
ترى ولكن لا تُرَى
كم أَنت حُرُّ أَيها المنسيُّ في المقهى!
فلا أَحدٌ يرى أَثَرَ الفراشة فيك،
لا أَحَدٌ يحملقُ في ثيابكَ،
أَو يدقِّقُ في ضبابك إن نظرتَ
إلى فتاةٍ وانكسرت أَمامها....
كم أنت حُرُّ في إدارة شأنك الشخصيِّ
في هذا الزحام بلا رقيب منك أَو
من قارئ!
فاصنع بنفسك ما تشاء، إخلعْ
قميصك أو حذاءك إن أَردتَ، فأنت
منسيُّ وحُرٌّ في خيالك، ليس لاسمكَ
أَو لوجهكَ ههنا عَمَلٌ ضروريٌّ. تكون
كما تكون.... فلا صديقَ ولا عَدُوَّ
هنا يراقب ذكرياتِكَ
فالتمسْ عُذْراً لمن تركتك في المقهى
لأنك لم تلاحظ قَصَّةَ الشَّعْرِ الجديدةَ
والفراشاتِ التي رقصتْ على غمَّازَتَيْها
والتمسْ عذراً لمن طلب اُغتيالكَ،
ذات يومٍ، لا لشيءٍ ... بل لأنك لم
تَمُتْ يوم ارتَطمْتَ بنجمة ... وكَتَبْتَ
أولى الأغنيات بحبرها....
مقهىً، وأَنت مع الجريدة جالسٌ
في الركن منسيّاً، فلا أَحد يُهين
مزاجَكَ الصافي،
ولا أَحَدٌ يُفكرُ باغتيالكْ
كم أنت منسيٌّ وحُرٌّ في خيالك!